# Can Llibre de la plaça Sant Joan
Can Llibre és un edifici a la vila de Cardedeu (Vallès Oriental). És una construcció del 1644 successivament renovada i protegida com a bé cultural d'interès local.. L'any 1882 es feu la vorera. El 1881 el jardí. El 4 d'agost de 1912, Lluís Llibre reforma la façana de la seva casa al carrer del Forn (antic nom d'aquest carrer, ja que hi havia un forn). La reforma s'efectuà en un estil eclèctic i s'hi afegí una elevada cornisa. Les tribunes són posteriors a aquesta data, es feren pel anys 30. La construcció o reforma de la Torre Llibre s'inclou dins de la tasca de reforma de façanes de cases entre mitgeres, antigues. Ha estat donada a la vila fa poc temps per la família Llibre.
Edifici de tres façanes que prové de la reforma d'una antiga masia amb planta baixa i dos pisos. La façana principal dona a la Plaça Sant Joan. És asimètrica, de pedra picada amb obertures de diferents tipus: arc escarser a la planta baixa, finestres balconeres de llinda plana amb esgrafiats a la llinda, arcada al llarg de l'amplada de l'edifici en successió d'arc de mig punt. La façana està coronada per una cornisa de perfil sinuós amb una finestra d'ull de bou al mig. L'altra façana, dues, són també d'estructura asimètrica amb tribuna. Tot el conjunt és de caràcter eclèctic.